# Резьютта
Резьютта (італ. Resiutta) — муніципалітет в Італії, у регіоні Фріулі-Венеція-Джулія,  провінція Удіне.
Резьютта розташована на відстані близько 510 км на північ від Рима, 100 км на північний захід від Трієста, 38 км на північ від Удіне.
Населення — 311 осіб (2014).

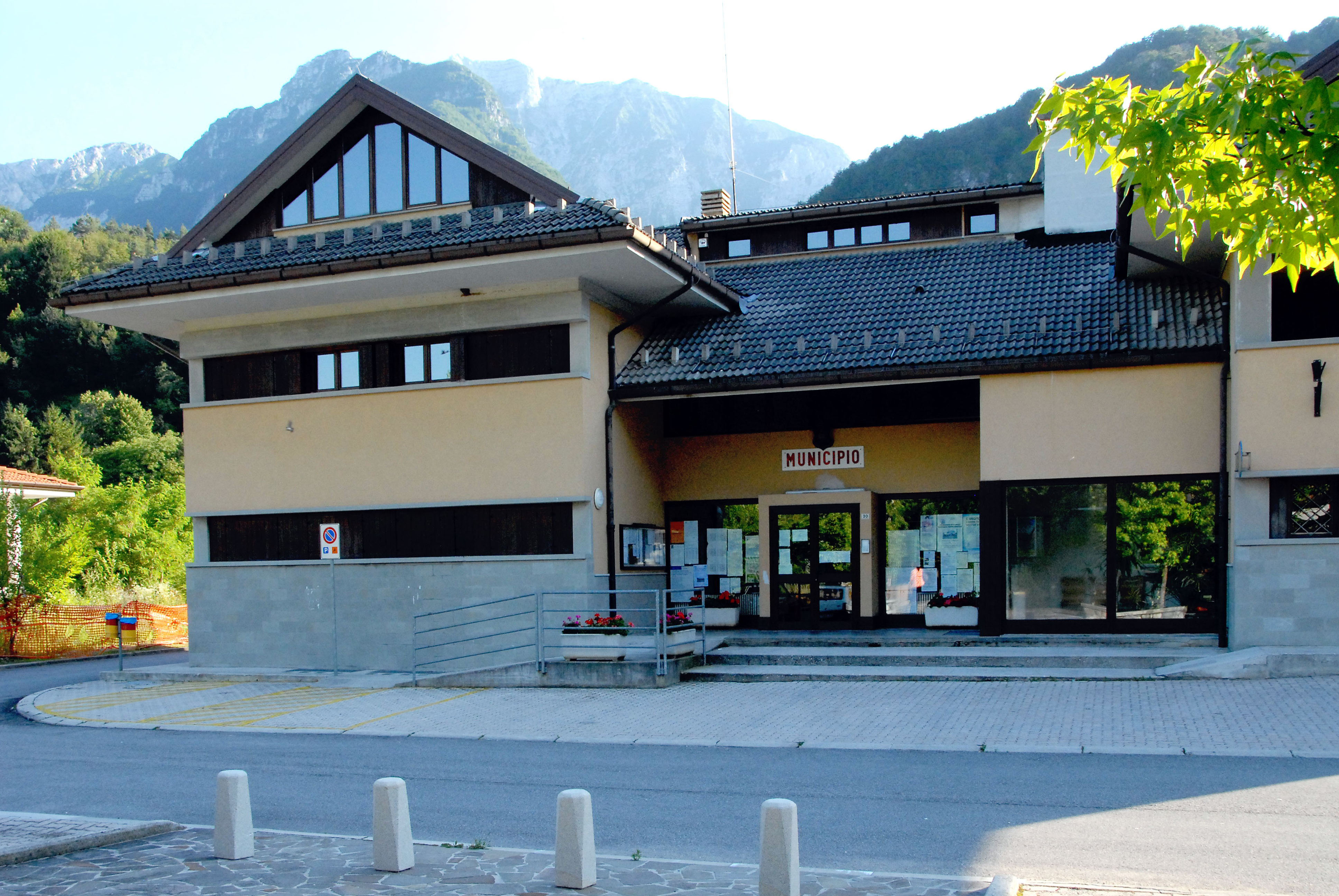

Щорічний фестиваль відбувається 11 листопада. Покровитель — святий Мартин.

## Демографія
Населення за роками:

Станом на 1 січня 2023 року в муніципалітеті офіційно проживало 10 іноземців з 8 країн, серед них 1 громадянин України.

## Сусідні муніципалітети
- Кьюзафорте
- Моджо-Удінезе
- Резія
- Венцоне